# Напоні (Небраска)
Напоні (англ. Naponee) — селище (англ. village) в США, в окрузі Франклін штату Небраска. Населення — 83 особи (2020).

## Географія
Напоні розташоване за координатами 40°4′29″ пн. ш. 99°8′19″ зх. д. / 40.07472° пн. ш. 99.13861° зх. д. (40.074733, -99.138629).  За даними Бюро перепису населення США в 2010 році селище мало площу 0,60 км², уся площа — суходіл.

## Демографія
Згідно з переписом 2010 року, у селищі мешкало 106 осіб у 52 домогосподарствах у складі 34 родин. Густота населення становила 178 осіб/км².  Було 84 помешкання (141/км²).
Расовий склад населення:
| - 96,2 % — білих - 0,9 % — азіатів |

До двох чи більше рас належало 2,8 %. Частка іспаномовних становила 0,0 % від усіх жителів.
За віковим діапазоном населення розподілялося таким чином: 14,2 % — особи молодші 18 років, 52,8 % — особи у віці 18—64 років, 33,0 % — особи у віці 65 років та старші. Медіана віку мешканця становила 52,0 року. На 100 осіб жіночої статі у селищі припадало 103,8 чоловіків;  на 100 жінок у віці від 18 років та старших — 102,2 чоловіків також старших 18 років.
Середній дохід на одне домашнє господарство  становив 44 073 долари США (медіана — 34 205), а середній дохід на одну сім'ю — 56 696 доларів (медіана — 48 750). За межею бідності перебувало 26,3 % осіб, у тому числі 45,5 % дітей у віці до 18 років та 6,3 % осіб у віці 65 років та старших.
Цивільне працевлаштоване населення становило 40 осіб. Основні галузі зайнятості: роздрібна торгівля — 25,0 %, сільське господарство, лісництво, риболовля — 25,0 %, мистецтво, розваги та відпочинок — 12,5 %, освіта, охорона здоров'я та соціальна допомога — 12,5 %.